# RUH8
RUH8 — група українських кіберактивістів, заснована у травні 2014 року з метою захисту України в кіберпросторі. Девіз групи: «У Росії дві біди. Третьою будеш?» У групі 2 хактивісти — Dahmer і Sean.
RUH8 входить до складу Українського кіберальянсу, до якого входять також групи Trinity, FalconsFlame, окремі хактивісти групи КіберХунта.

## Діяльність
У квітні 2014 року група RUH8 зламала сайт Державної Думи РФ і розмістила на ньому звернення, у якому було сказано, що вся міць імперії, яка називається Російською Федерацією, повністю базується на алкоголізмі, страху і боягузтві.
У жовтні 2014 хактивісти зламали сайт думи Астраханської області РФ і розмістили на ньому звернення про вихід регіону зі складу Росії і створення Нижньо-Волзької Народної Республіки.
У грудні 2015 хактивісти RUH8 зламали і виклали у вільний доступ листування сотень тисяч росіян.
У травні 2016 RUH8 опублікував проект доповіді Ради Федерацій Росії. У доповіді йшлося про нову модель стосунків між Москвою та регіонами — укрупнення деяких регіонів Росії. Також хактивісти провели серію атак на державні інформаційні ресурси Оренбурзької області РФ: спочатку зламали сайт orenburg-gov.ru і розмістили на ньому своє звернення про кризу в Республіці Казахстан та «провокації казахських нацистів і їхніх заокеанських ляльководів». Після того, як звернення забрали з сайту, хактивісти захопили три домени уряду області. Потім було опубліковано звернення, які громадяни РФ писали в органи державної влади. Також хактивісти опублікували дані зі зламаної пошти губернатора Оренбурзької області Берґа. На запитання кореспондента «Еха Москви» в Оренбурзі, яка головна мета зламу, хактивіст RUH8 відповів: "…ми ведемо кібервійну проти Російської Федерації. Може в Оренбурзі це відчувають не так гостро, але війна йде вже давно. Коли я бачу машину з номерами «АН» (Донецьк), я не можу забути про два мільйони біженців, про російську воєнну техніку та російських добровольців, про доноси, арешти і тортури на окупованих територіях, про загиблих. Про такі дрібниці як матеріальні збитки я просто мовчу. До цих подій я не можу бути байдужим, я міг би записатися добровольцем в армію, але так сталося, що я спеціаліст високого класу, і я намагаюся використати даний мені талант для того, щоб запобігти появі чергової «народної» «республіки» в Харкові, Дніпропетровську, Ризі чи Астані".
У червні 2016 група RUH8 влаштувала, як сказано на сайті групи, треш-шапіто на сайтах двох (Білгородського та Челябінського) обласних управлінь Федеральної служби по контролю за обігом наркотиків, щоб показати всім, що «російська влада — чи то поліція, чи законодавці — не може захистити навіть власні сайти». «Ми будемо й надалі виставляти їх в смішному та жалюгідному вигляді. А наркоконтроль — ідеальна мішень для жартів», — написали активісти на своєму сайті. У прес-службі одного зі зламаних відомств, коментуючи появу на їхньому сайті допису хакерів, сказали, що у них «…не залишилося ні сайту, ні управління». Хактивісти прокоментували цю заяву так: «Ось так буде і з Росією — не залишиться ні сайтів, ні держави».
Група RUH8 має офіційну сторінку у Twitter та сайт ruh8.info. Хактивіст Sean — офіційний спікер Українського кіберальянсу.

## Нагороди
За участь у російсько-українській кібервійні, захист України в кіберпросторі хактивісти групи RUH8 нагороджені Срібними Тризубами